# Ricardo Tormo
Ricardo Tormo Blaya (Ayacor, 7 settembre 1952 – Valencia, 27 dicembre 1998) è stato un pilota motociclistico spagnolo vincitore di due titoli del motomondiale.

## Carriera
Il suo esordio nelle competizioni del motomondiale è avvenuto nella stagione 1973 con una presenza in sella ad una Derbi in occasione del Gran Premio motociclistico di Spagna della classe 50 dove ottiene un punto.
Viene registrata la sua prima stagione da pilota titolare nel motomondiale 1977 su una Bultaco ufficiale, con cui vinse nel motomondiale 1978 il primo titolo iridato. Dopo aver corso con una Kreidler nel 1980, nel motomondiale 1981 ottenne il suo secondo titolo, questa volta con una Bultaco privata. Nella classe 50 fu anche tre volte campione nazionale in Spagna. La sua avventura in questa classe si chiuse con un'ultima vittoria, in sella ad una Garelli nel Gran Premio motociclistico di San Marino del 1983.
Per quanto riguarda la classe 125, oltre ad aver conquistato quattro titoli nazionali spagnoli, ha partecipato al mondiale a partire dal 1978, utilizzando moto di case motociclistiche diverse, oltre che della spagnola Bultaco, anche delle italiane MBA e Sanvenero; in questa classe i suoi migliori risultati furono due quinti posti ottenuti nelle stagioni 1982 e 1983.
All'inizio della stagione del 1984 si infortunò gravemente alle gambe mentre testava una moto in un'area industriale vicino alla fabbrica della Derbi a Barcellona, questo causò la sua uscita di scena dal panorama motociclistico.
Tormo morì di leucemia nel 1998. In suo onore, il circuito di Valencia fu rinominato in Circuit de la Comunitat Valenciana Ricardo Tormo.

## Risultati nel motomondiale

### Classe 50
| 1973 | Classe | Moto  |    |    |  |  |    |  |  |  |    |  |    |    |  |  | Punti | Pos. |
| ---- | ------ | ----- | -- | -- |  |  | -- |  |  |  | -- |  | -- | -- |  |  | ----- | ---- |
| 1973 | 50     | Derbi | NE | NE |  |  | NE |  |  |  | NE |  | NE | 10 |  |  | 1     | 28º  |

| 1975 | Classe | Moto     |    |    |    |  |  |    |  |  |  |  |    |  |  |  | Punti | Pos. |
| ---- | ------ | -------- | -- | -- | -- |  |  | -- |  |  |  |  | -- |  |  |  | ----- | ---- |
| 1975 | 50     | Kreidler | NE | 12 | NE |  |  | NE |  |  |  |  | NE |  |  |  | 0     |      |

| 1976 | Classe | Moto     |   |    |   |   |    |   |   |   |   |    |   |   |  |  | Punti | Pos. |
| ---- | ------ | -------- | - | -- | - | - | -- | - | - | - | - | -- | - | - |  |  | ----- | ---- |
| 1976 | 50     | Kreidler | - | NE | - | - | NE | - | - | - | - | NE | - | 6 |  |  | 5     | 19º  |

| 1977 | Classe | Moto    |    |    |    |   |   |    |   |   |   |   |    |    |    |  | Punti | Pos. |
| ---- | ------ | ------- | -- | -- | -- | - | - | -- | - | - | - | - | -- | -- | -- |  | ----- | ---- |
| 1977 | 50     | Bultaco | NE | NE | 11 | 2 | 3 | NE | 2 | 2 | 4 | 1 | NE | NE | NE |  | 69    | 3º   |

| 1978 | Classe | Moto    |    |   |    |    |   |   |   |    |    |    |   |   |   |  | Punti | Pos. |
| ---- | ------ | ------- | -- | - | -- | -- | - | - | - | -- | -- | -- | - | - | - |  | ----- | ---- |
| 1978 | 50     | Bultaco | NE | 2 | NE | NE | 1 | 2 | 1 | NE | NE | NE | 1 | 1 | 1 |  | 99    | 1º   |

| 1979 | Classe | Moto    |    |    |     |   |   |   |     |   |    |    |    |    |     |  | Punti | Pos. |
| ---- | ------ | ------- | -- | -- | --- | - | - | - | --- | - | -- | -- | -- | -- | --- |  | ----- | ---- |
| 1979 | 50     | Bultaco | NE | NE | Rit | - | - | 5 | Rit | - | NE | NE | NE | NE | Rit |  | 6     | 17º  |

| 1980 | Classe | Moto     |     |   |    |   |   |     |    |    |    |     |  |  |  |  | Punti | Pos. |
| ---- | ------ | -------- | --- | - | -- | - | - | --- | -- | -- | -- | --- |  |  |  |  | ----- | ---- |
| 1980 | 50     | Kreidler | Rit | 5 | NE | 1 | 1 | Rit | NE | NE | NE | Rit |  |  |  |  | 36    | 4º   |

| 1981 | Classe | Moto    |    |    |     |   |    |   |   |   |   |   |    |    |    |   | Punti | Pos. |
| ---- | ------ | ------- | -- | -- | --- | - | -- | - | - | - | - | - | -- | -- | -- | - | ----- | ---- |
| 1981 | 50     | Bultaco | NE | NE | Rit | 1 | NE | 1 | 1 | 1 | 1 | 1 | NE | NE | NE | - | 90    | 1º   |

| 1982 | Classe | Moto    |    |    |    |   |   |   |    |   |    |    |    |    |   |   | Punti | Pos. |
| ---- | ------ | ------- | -- | -- | -- | - | - | - | -- | - | -- | -- | -- | -- | - | - | ----- | ---- |
| 1982 | 50     | Bultaco | NE | NE | NE | - | 2 | 3 | NE | 3 | NE | NE | NE | NE | - | 4 | 40    | 4º   |

| 1983 | Classe | Moto    |    |   |   |   |   |    |   |   |    |    |    |   |  |  | Punti | Pos. |
| ---- | ------ | ------- | -- | - | - | - | - | -- | - | - | -- | -- | -- | - |  |  | ----- | ---- |
| 1983 | 50     | Garelli | NE | - | - | - | - | NE | - | 3 | NE | NE | NE | 1 |  |  | 25    | 7º   |

| Legenda | 1º posto        | 2º posto            | 3º posto            | A punti      | Senza punti        | Grassetto – Pole position Corsivo – Giro più veloce |
| Legenda | Gara non valida | Non qual./Non part. | Ritirato/Non class. | Squalificato | '-' Dato non disp. | Grassetto – Pole position Corsivo – Giro più veloce |

### Classe 80
| 1984 | Classe | Moto  |    |     |  |  |  |    |  |  |  |    |    |  |  |  | Punti | Pos. |
| ---- | ------ | ----- | -- | --- |  |  |  | -- |  |  |  | -- | -- |  |  |  | ----- | ---- |
| 1984 | 80     | Derbi | NE | Rit |  |  |  | NE |  |  |  | NE | NE |  |  |  | 0     |      |

| Legenda | 1º posto        | 2º posto            | 3º posto            | A punti      | Senza punti        | Grassetto – Pole position Corsivo – Giro più veloce |
| Legenda | Gara non valida | Non qual./Non part. | Ritirato/Non class. | Squalificato | '-' Dato non disp. | Grassetto – Pole position Corsivo – Giro più veloce |

### Classe 125
| 1977 | Classe | Moto    |   |   |   |   |   |   |   |   |   |   |     |    |   |  | Punti | Pos. |
| ---- | ------ | ------- | - | - | - | - | - | - | - | - | - | - | --- | -- | - |  | ----- | ---- |
| 1977 | 125    | Bultaco | - | - | - | - | - | - | - | - | - | - | Rit | NE | - |  | 0     |      |

| 1978 | Classe | Moto    |   |   |    |     |   |   |   |   |   |   |   |    |   |  | Punti | Pos. |
| ---- | ------ | ------- | - | - | -- | --- | - | - | - | - | - | - | - | -- | - |  | ----- | ---- |
| 1978 | 125    | Bultaco | - | - | 10 | Rit | - | - | - | - | - | - | - | NE | - |  | 1     | 30º  |

| 1979 | Classe | Moto    |   |    |     |   |   |     |   |   |     |   |    |     |   |  | Punti | Pos. |
| ---- | ------ | ------- | - | -- | --- | - | - | --- | - | - | --- | - | -- | --- | - |  | ----- | ---- |
| 1979 | 125    | Bultaco | - | NC | Rit | - | - | Rit | 2 | - | Rit | 1 | 12 | Rit | 2 |  | 39    | 7º   |

| 1980 | Classe | Moto |   |   |   |     |   |   |   |   |   |     |  |  |  |  | Punti | Pos. |
| ---- | ------ | ---- | - | - | - | --- | - | - | - | - | - | --- |  |  |  |  | ----- | ---- |
| 1980 | 125    | MBA  | - | 5 | - | Rit | 6 | 9 | - | - | - | Rit |  |  |  |  | 13    | 12º  |

| 1981 | Classe | Moto      |    |   |     |   |   |   |   |   |    |   |   |   |   |    | Punti | Pos. |
| ---- | ------ | --------- | -- | - | --- | - | - | - | - | - | -- | - | - | - | - | -- | ----- | ---- |
| 1981 | 125    | Sanvenero | 12 | - | Rit | - | - | - | - | 8 | NE | 4 | 9 | 4 | 1 | NE | 36    | 8º   |

| 1982 | Classe | Moto      |   |   |   |   |   |   |   |   |   |   |   |   |    |    | Punti | Pos. |
| ---- | ------ | --------- | - | - | - | - | - | - | - | - | - | - | - | - | -- | -- | ----- | ---- |
| 1982 | 125    | Sanvenero | 2 | - | - | 8 | - | 5 | 1 | - | 2 | - | - | 3 | NE | NE | 58    | 5º   |

| 1983 | Classe | Moto |    |   |   |   |    |   |   |   |   |   |   |   |  |  | Punti | Pos. |
| ---- | ------ | ---- | -- | - | - | - | -- | - | - | - | - | - | - | - |  |  | ----- | ---- |
| 1983 | 125    | MBA  | NE | 1 | 4 | - | 10 | - | - | 2 | 3 | - | 5 | - |  |  | 52    | 5º   |

| Legenda | 1º posto        | 2º posto            | 3º posto            | A punti      | Senza punti        | Grassetto – Pole position Corsivo – Giro più veloce |
| Legenda | Gara non valida | Non qual./Non part. | Ritirato/Non class. | Squalificato | '-' Dato non disp. | Grassetto – Pole position Corsivo – Giro più veloce |